# Immodest Acts: The Life of a Lesbian Nun in Renaissance Italy
Immodest Acts: The Life of a Lesbian Nun in Renaissance Italy es un libro de no ficción sobre la vida de la monja italiana Benedetta Carlini escrito por la historiadora estadounidense Judith C. Brown, y publicado por la editorial Oxford University Press en 1985. El libro fue adaptado a la película Benedetta de 2021, protagonizada por Virginie Efira como Benedetta Carlini, dirigida por Paul Verhoeven.

## Sinopsis
El libro es un estudio de la vida de Benedetta Carlini, una monja italiana del siglo XVII que fue acusada de lesbianismo y otros actos inmodestos. El libro explora el contexto cultural, social y religioso de la época y las consecuencias que enfrentó Carlini como resultado de sus supuestas acciones. Se considera una obra destacada en el campo de la historia lésbica y los estudios de género, y proporciona información sobre las experiencias de las mujeres y las minorías sexuales en la Europa moderna temprana.
Carlini vivió en Toscana y fue elegida abadesa debido a la notoriedad que obtuvo por sus visiones de Jesús. Al principio, las autoridades eclesiásticas se mostraron escépticas ante sus visiones, pero finalmente las aceptaron por el prestigio que aportarían al convento. En 1619, tuvo una visión en la que Jesús le ordenó celebrar una gran ceremonia nupcial durante la cual ella sería su novia. Esto causó malestar entre las autoridades de la iglesia; lo que resultó en dos investigaciones para determinar si sus visiones eran divinas o demoníacas. Brown explora las sospechas de las autoridades de que ella estuvo involucrada en actos sexuales con otra monja.

## Estructura
El libro está dividido en capítulos que abarcan diferentes aspectos de la vida de Carlini y los principales acontecimientos de su vida.
El inicio ofrece una visión general del contexto cultural, social y religioso de la Italia del Renacimiento y prepara el escenario para la historia de Carlini. Los capítulos siguientes examinan los acontecimientos que condujeron a la acusación de lesbianismo, su juicio y los acontecimientos posteriores en su vida. El libro también incluye un análisis detallado de los registros escritos del caso, incluidas declaraciones, cartas y documentos judiciales.
A lo largo del libro, Brown entrelaza el análisis histórico y cultural con su interpretación de los acontecimientos. El libro concluye con un análisis de las implicaciones más amplias del caso y su importancia para la historia de la sexualidad y el género.